# Västerbo Daylight
Västerbo Daylight, född 2 april 1997, död 13 november 2024, var en svenskfödd amerikansk travare, mest känd för att ha segrat i Grand Critérium de Vitesse (2005), Prix de l'Île-de-France (2005) och Prix du Calvados (2005).

## Bakgrund
Västerbo Daylight var ett brunt sto efter Spotlite Lobell och under Bowlers Dream (efter Active Bowler). Hon föddes upp av Västerbo Stuteri AB och ägdes av Västerbo stuteri. Hon tränades under tävlingskarriären av Michael Demmers (2000–01, 2003–05) och Mikael Lindmark (2002–03), och kördes ofta av Mikael Lindmark eller Jarmo Niskanen. I montélopp reds hon av Nathalie Henry.

## Karriär
Västerbo Daylight tävlade mellan 2000 och 2005, och sprang in 6,3 miljoner kronor på 92 starter, varav 26 segrar, 11 andraplatser och 8 tredjeplatser. Hon tog karriärens största seger i Critérium de Vitesse (2005). Hon segrade även i det franska montéloppen Prix de l'Île-de-France (2005) och Prix du Calvados (2005). Tillsammans med ryttaren Nathalie Henry i montéloppen slog hon dubbla värdsrekord som skulle stå sig i tre år.

### Som avelssto
Efter att Västerbo Daylight avslutat sin tävlingskarriär fick hon sammanlagt elva avkommor, bland annat Västerbo Paymyday som sprang in 1,3 miljoner kronor.